# Obuwie

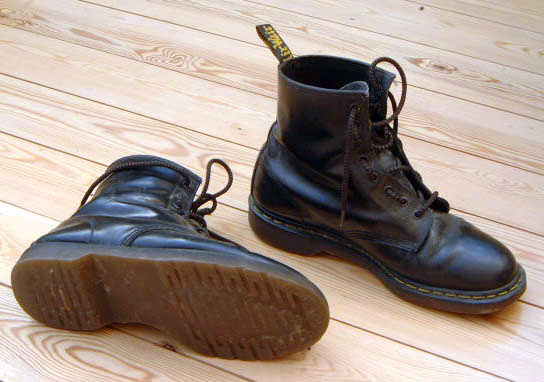
Trzewiki – jeden z rodzajów obuwia

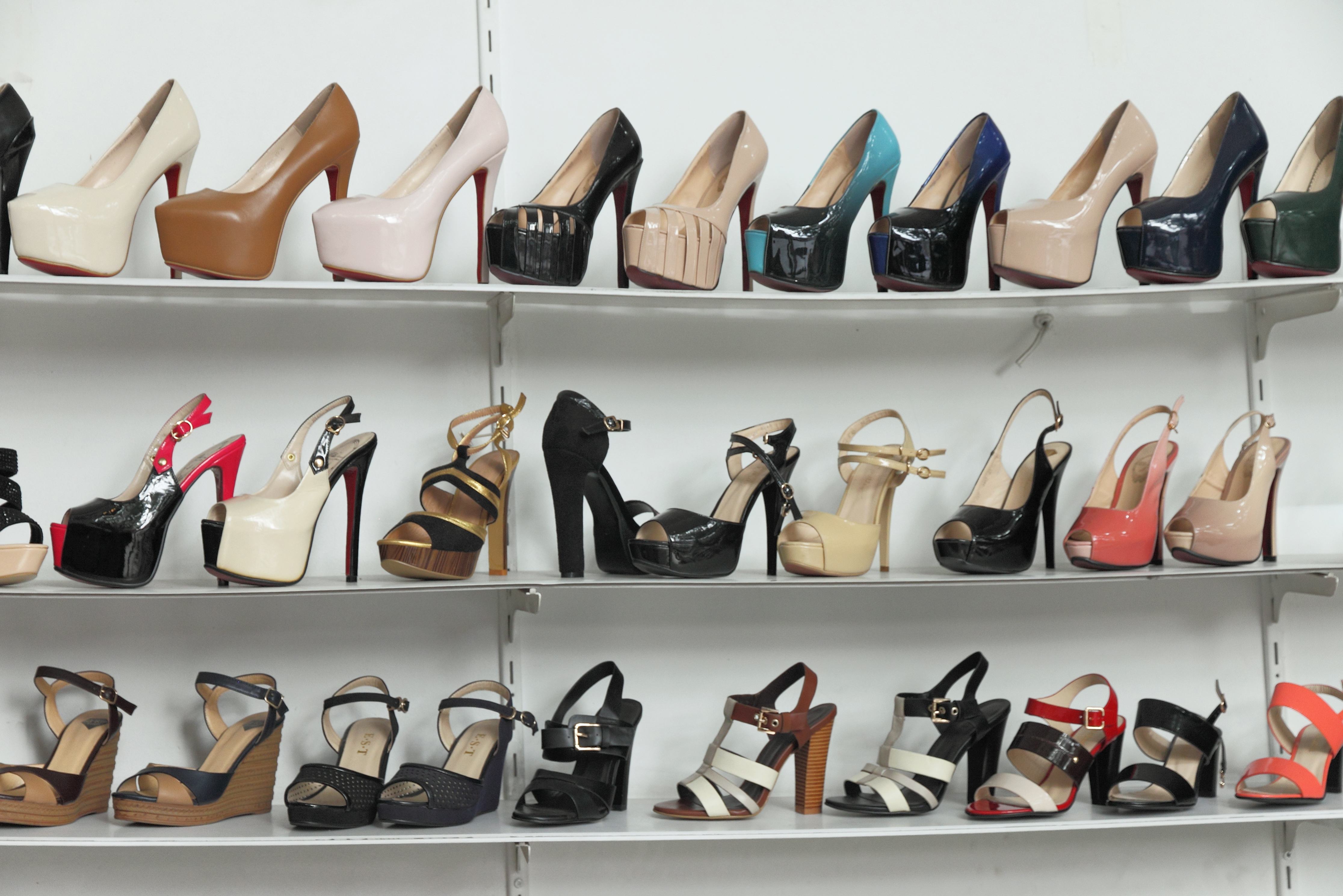
Damskie buty na wysokim obcasie

Obuwie – część ubioru, okrycie stopy, a często i innych części nogi. Jego głównymi częściami są podeszwa i cholewka, ewentualnie obcas. Powszechnym materiałem na buty była skóra naturalna, która jest jednak wypierana przez tworzywa sztuczne. Spotyka się również obuwie tekstylne, gumowe czy drewniane. Prócz materiałów, buty różnią się też np. kształtem noska, długością cholewki czy wysokością i kształtem obcasa.
Przeznaczeniem obuwia jest ochrona stóp przed urazami ze strony podłoża i zapewnienie komfortu podczas chodzenia. W zależności od typu, obuwie pełni również dodatkowe funkcje, takie jak zabezpieczenie przed zimnem i wodą, zapewnienie odpowiedniej przyczepności na śliskich powierzchniach, czy ochrona przed substancjami szkodliwymi. Ważną rolą obuwia, czasami wręcz dominującą, jest uzyskanie odpowiedniego efektu estetycznego w połączeniu z całym ubiorem.
Ze względu na rolę praktyczną rozmiar obuwia powinien być z odpowiednim naddatkiem w stosunku do stopy, zgodnie z opracowaniami wynosi on około 5% długości stopy.
Buty znaleziono na zamrożonym w lodowcu człowieku nazwanym Ötzi, który żył ok. 3300 roku p.n.e. Chodził w nieprzemakalnych butach z jeleniej skóry na niedźwiedziej podeszwie. W buty wkładał słomę z traw dla komfortu i higieny; słomę uwitą w łapcie umacniał plecionką z łyka.